# Birbhum
Birbhum fou un estat tributari de l'Índia, del tipus zamindari. Fou creat vers finals del segle XVI, però el sanad que conferia les terres no fou donat fins al temps de Murshid Quli Jafar Khan (1703-1727), virrei de Bengala. El 1765 l'Imperi va cedir l'administració de Bengala a la Companyia Britànica de les Índies Orientals, però el zamindari local va romandre al poder sota autoritat del col·lector del districte de Murshidabad fins al 1787 quan el zamindari, junt amb el de Bankura, fou confiscat i es va crear el districte de Birbhum.